# Atrichopogon atriscapula
Atrichopogon atriscapula är en tvåvingeart som beskrevs av Jean-Jacques Kieffer 1918. Atrichopogon atriscapula ingår i släktet Atrichopogon och familjen svidknott. Inga underarter finns listade i Catalogue of Life.